# Банатски-Деспотовац
Банатски-Деспотовац (серб. Банатски Деспотовац) — населённый пункт в Сербии, в Воеводине, Средне-Банатском округе, общине Зренянин.

## Население
В селе проживает 1620 жителей, из которых совершеннолетних 1379. Средний возраст — 45,2 года (мужчины — 43,7 года, женщины — 46,7 года). В населённом пункте 604 домохозяйств, среднее число членов в которых — 2,68 (данные переписи 2002 года).